# Franziska Tiburtius

Franziska Tiburtius, vor 1908

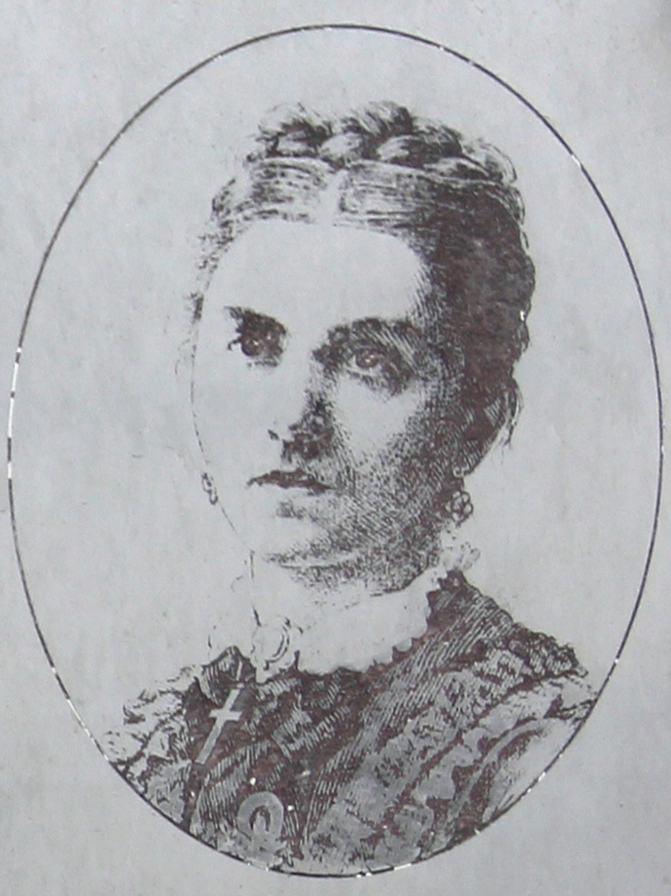
Franziska Tiburtius

Franziska Tiburtius (* 24. Januar 1843 auf Gut Bisdamitz, Kreis Rügen, Provinz Pommern; † 5. Mai 1927 in Berlin) war eine deutsche Lehrerin und Ärztin. Sie war eine der ersten deutschen Ärztinnen und setzte sich für die Frauenbewegung und das Frauenstudium ein.

## Leben und Wirken
Franziska Tiburtius wurde als jüngstes von neun Kindern eines Gutspächters auf Rügen geboren. Drei ihrer Brüder starben im Kindesalter, ihren Vater verlor Franziska im 12. Lebensjahr; „dies Ereigniß gestaltete ihre Tugend ernst und gab ihr eine der praktischen zu gewandte Richtung“. Ab 1851 lebte die Familie in Stralsund, wo sie eine private Mädchenschule besuchte und Erzieherin wurde. Mit 17 Jahren ergriff sie den damals einzig standesgemäßen Beruf für eine bürgerliche Frau und war mehrere Jahre als Gouvernante und Erzieherin beim Baron Lyngen in Werbelow (1860–1866), als Erzieherin im Hause des Herrn von Behr-Schmoldow (1867) sowie als Lehrerin in Rambin auf Rügen (1868) tätig. Sie kehrte in die eigene Familie zurück, um die heranwachsenden Kinder ihrer Schwester zu erziehen. Deren Mann war Geistlicher und hatte „einen in classischen Sprachen bedeutenden Ruf“. Franziska Tiburtius erhielt von ihm Unterricht in Latein und Mathematik.
Nach dem Lehrerinnenexamen ging sie im Jahre 1870 als Lehrerin zunächst nach London, danach nach Walton Rectory, das in der Grafschaft Surrey lag. Nach dem Lehrerinnenexamen in Stralsund entschloss sie sich, Medizin zu studieren – eine ungewöhnliche Entscheidung für eine Frau ihrer Zeit.
Sowohl ihr Bruder Karl Tiburtius als auch ihre spätere Schwägerin Henriette Hirschfeld-Tiburtius, die selbst in den USA Medizin studiert hatte, unterstützten ihren Entschluss.

### Medizinstudium
Da Frauen in Deutschland damals noch nicht zum Studium zugelassen waren, begab sich Tiburtius nach Zürich. In der Schweiz war es (seit 1865) auch Frauen gestattet, Medizin zu studieren und eine Promotion zu erlangen. In ihren Erinnerungen hält Tiburtius fest, dass sie und die Schweizerin Marie Heim-Vögtlin die einzigen deutschsprachige Studentinnen an der Fakultät waren. Es gab jedoch zahlreiche ausländische Mitstudentinnen, von denen viele aus Russland kamen, wie ihre Kommilitonin Wera Nikolajewna Figner.
Im Jahre 1871 nahm sie in Zürich ein Studium der Medizin auf und wurde am 16. Februar 1876, trotz großer Widerstände von Professoren und Kommilitonen, mit der Note „sehr gut“ zum Doktor der Medizin promoviert.
Anschließend verbrachte Franziska Tiburtius sechs Wochen bei ihrer Mutter in Rambin auf Rügen. Wie sie später in ihren Lebenserinnerungen schilderte, war sie damals bereits als Ärztin tätig; kurz vor ihrer Abreise schlugen ihr die Dorfbewohner vor, als besoldete Gemeindeärztin zu bleiben. Sie nahm jedoch die professionelle Laufbahn wieder auf und ging als Volontärärztin nach Leipzig und anschließend an die Königliche Entbindungsanstalt in Dresden, als Assistenzärztin von Franz von Winckel. Trotz der in Zürich erteilten Berufszulassung erhielt sie in Dresden jedoch keine Approbation, worauf sie nach Berlin ging.
Im Jahre 1878 wurde sie als Ärztin an der Setzerinnenschule des Lette-Vereins in Berlin angestellt.

### Eigene Praxis und Tätigkeit an der Poliklinik für Frauen

Gedenktafel am Haus Alte Schönhauser Straße 23/24

An der Charité  wurde Tiburtius Mitbegründerin und leitende Ärztin an der Poliklinik für Frauen. Gemeinsam mit ihren Praxiskolleginnen Henriette Hirschfeld-Tiburtius und Emilie Lehmus zählte Tiburtius darüber hinaus zu den ersten niedergelassenen Ärztinnen in Deutschland. 1878 eröffneten sie in der Alten Schönhauser Straße 23/24 in Berlin eine Arztpraxis.
Von ihrem Bruder übernahm sie den Posten des Hausarztes im Viktoria-Stift des Lette-Vereins. Als erste deutsche Ärztinnen mit eigener Praxis sahen beide sich jahrelang öffentlichen Anfeindungen und Vorbehalten der männlichen Ärzteschaft ausgesetzt. Sie durften zwar praktizieren, jedoch mussten sie sich als „Dr. med. in Zürich“ ausweisen, wonach sie dem Status nach Heilpraktiker waren. Der Titel „Arzt“ wurde ihnen nicht zugestanden, da dieser an eine deutsche Approbation gebunden war. Die Praxisausübung konnte man ihr nicht untersagen, weil „diese nach der neuen deutschen Gewerbeordnung von 1876 an keinen besonderen Befähigungsnachweis gebunden war“, womit sie formal „den Kurpfuschern gesetzlich gleichgestellt“ war.
Mit einer weiteren Studienkollegin, der deutschen Ärztin Agnes Hacker, eröffnete Franziska Tiburtius dessen ungeachtet im Jahr 1908 die Chirurgische Klinik weiblicher Ärzte. In dieser Poliklinik wurden insbesondere Frauen aufgenommen, die keiner Krankenkasse angehörten. An Bedürftige wurde kostenlos Arznei ausgegeben.
Tiburtius engagierte sich für die Frauenbewegung und insbesondere für die Aufhebung des Studierverbots für Frauen in Deutschland. Jedoch wurden an preußischen Universitäten Frauen erst ab 1908 als Medizinstudentinnen zugelassen und waren bis 1914 nicht zur Approbation zugelassen. Als man im Jahre 1889 die Einrichtung von zweijährigen Realcursen für Frauen in Berlin plante, konnte Franziska Tiburtius als eine der Leiterinnen gewonnen werden.
1908 setzte sich Franziska Tiburtius zur Ruhe. In der Folgezeit bereiste sie unter anderem Amerika, Nordafrika sowie Ziele innerhalb Europas. Sie verstarb 1927 in Berlin.
Franziska Tiburtius gilt als die erste deutsche promovierte Ärztin der neueren Zeit. Noch 1894 war sie eine von lediglich sechs praktizierende Ärztinnen in Deutschland. Am 24. Januar 1903 wurde in Berlin „ein wohl bisher noch nie begangenens Fest gefeiert, der 60. Geburtstag des ältesten weiblichen Arztes in Berlin und in Deutschland überhaupt“.
Ihr abwechslungsreiches Leben schrieb Franziska Tiburtius in ihrer Autobiographie Erinnerungen einer Achtzigjährigen nieder. Darin berichtet sie unter anderem von ihrer Kindheit auf Rügen.
Franziska Tiburtius starb in der von ihr gegründeten Anstalt für weibliche Ärzte in Berlin.

## Ehrungen

Grabmal von Franziska Tiburtius in Stralsund

- Im Wintersemester 1938/39 wurde an der Eberhard-Karls-Universität Tübingen eine Gruppe der Arbeitsgemeinschaft Nationalsozialistischer Studentinnen nach Franziska Tiburtius benannt.[15]
- Das ehemalige Stralsunder Bezirkskrankenhaus, heute „Klinikum am Sund“, stiftete 1987 eine Preismedaille, die ab 1988 als Wissenschaftspreis jährlich zum Tag des Gesundheitswesens verliehen wurde.

Gestaltet wurde sie von Helmut König aus Zella-Mehlis nach einem Entwurf des Stralsunders Peter Ganz, sie besteht aus Kupfer und hat einen Durchmesser von 40,2 mm.
Vorderseite: „DR. MED. FRANZISKA TIBURTIUS“ und „* 1843“ sowie „† 1927“; ein Brustbild zeigt die Medizinerin.
Rückseite: „BEZIRKSKRANKENHAUS“ und Äskulapstab, umschlossen von einem Lorbeerkranz
- Im Jahre 2002 widmete der „Stralsunder Philatelisten-Verein von 1946 e. V.“ zum 75. Todestag ihr einen Gedenkumschlag mit der Abbildung der Tiburtius-Medaille. Dazu passend gab es einen Sonderstempel (18439 Stralsund 1) mit dem Porträt der Ärztin.

- In mehreren Städten und Gemeinden sind Straßen nach Franziska Tiburtius benannt, so die Tiburtiusstraße im „Ärztinnenviertel“ in Berlin-Altglienicke,[16] die Franziska-Tiburtius-Straße im Dresdner Stadtteil Wachwitz und eine gleichnamige Straße im Stralsunder Stadtteil Knieper.[17]

## Schriften
- Die Extensorenlähmung bei chronischer Bleivergiftung: Ueber Epilepsia saturnina und ihr Verhältniss zu Erkrankungen der Niere. Bürkli, Zürich 1876. (Dissertation)
- Frauenuniversitäten oder gemeinsames Studium? Moeser, 1898.
- mit Paul Zacke: Bildung der Aerztinnen in eigenen Anstalten oder auf der Universität? Buchhandlung der Berliner Stadtmission, Berlin 1900.
- Leprahäuser im Osten und Westen. 1902.
- Erinnerungen einer Achtzigjährigen. Schwetschke & Sohn, Berlin 1923; 2., erweiterte Auflage ebenda 1925; 3. Auflage 1929. (Angaben zu Inhalt und Auflagen; Besprechung von Dora Brücke-Teleky.)
- Vor dreißig Jahren. In: Neue Illustrierte Zeitung. XXXI. Jahrgang, Nr. 60. Wien 30. September 1926, S. 5–9 (Digitalisat [abgerufen am 25. Januar 2023]).